# Цибеево (Владимирская область)
Цибеево — село в Суздальском районе Владимирской области России, входит в состав Новоалександровского сельского поселения.

## География
Село расположено на автодороге Суздаль — Обращиха в 17 км на северо-запад от центра поселения села Новоалександрово и в 18 км на юго-запад от райцентра города Суздаль.

## История
Название села до реформы правил русской орфографии 1956 года называлось Цыбеево. Само название села, по мнению краеведа В. Д. Огурцова, происходит от прозвища, которое имел основатель села — «Цыба», или «Цыбатый». 
Первые документальные упоминания о селе Цибеево относятся к 1625 году. Однако, по исследованиям В. Д. Огурцова, датой основания села можно считать 1609 год, так как известно, что селом владел Петр Никитич Шереметьев, который скончался в 1609 году. Возможно, что история села начинается значительно раньше. В 1879 году на средства прихожан в селе построена каменная церковь. Каменная колокольня построена в 1891 году. Престол в церкви — во имя Святого пророка Предтечи и Крестителя Господня Иоанна. Тёплая каменная церковь построена в 1869 году, с двумя престолами: по правую сторону престол во имя Божией Матери, именуемой «Всех Скорбящих Радость», по левую сторону — во имя Святого апостола Иакова, брата Господня. Церковь закрыта в 1930-х годах.
В конце XIX — начале XX века село входило в состав Теренеевской волости Суздальского уезда.
С 1929 года село являлось центром Цибеевского сельсовета Суздальского района, с 1935 года — Небыловского района, с 1954 года — в составе Стародворского сельсовета, с 1965 года — в составе Суздальского района, с 2005 года — в составе Новоалександровского сельского поселения.
До 2011 года в селе действовала Цибеевская основная общеобразовательная школа.

## Население
| 1859 | 1897 | 1905 | 1926 | 2002 | 2010 | 2021 |
| ---- | ---- | ---- | ---- | ---- | ---- | ---- |
| 420  | ↗576 | ↗632 | ↗641 | ↘476 | ↗480 | ↘477 |

## Инфраструктура
В селе расположены МКДОУ «Детский сад № 24 «Теремок», дом культуры, отделение почтовой связи 601285, сельхозпредприятие СПК «Цибеево».

## Достопримечательности
В селе находится недействующая Церковь Рождества Иоанна Предтечи (1879).